# Kalika (Dolpa)
Kalika (nep. कालिका) – gaun wikas samiti w zachodniej części Nepalu w strefie Karnali w dystrykcie Dolpa. Według nepalskiego spisu powszechnego z 2001 roku liczył on 186 gospodarstw domowych i 1068 mieszkańców (527 kobiet i 541 mężczyzn).